# Glasbær-slægten
Glasbær-slægten (Callicarpa) er udbredt i Østasien og Nordamerika. Det er løvfældende buske med iøjnefaldende, halvt gennemsigtige frugter. Her beskrives kun de arter, som dyrkes i Danmark.
| Beskrevne arter |

- Glasbær (Callicarpa bodinieri)
- Amerikansk Glasbær (Callicarpa americana)

| Andre arter |

| - Callicarpa acuminata - Callicarpa ampla - Callicarpa brevipetiolata - Callicarpa cathayana - Callicarpa cumingiana - Callicarpa dichotoma - Callicarpa formosana - Callicarpa japonica - Callicarpa kochiana - Callicarpa longissima | - Callicarpa macrophylla - Callicarpa mollis - Callicarpa nudiflora - Callicarpa pedunculata - Callicarpa pentandra - Callicarpa rubella - Callicarpa tomentosa - Callicarpa tosaensis - Callicarpa vestita |